# 黄脊蝗属
黄脊蝗属是直翅目剑角蝗科的一个属，分布于印度、中国、日本、中南半島与西马来西亚。该属由俄裔英国昆虫学家鲍里斯·乌瓦罗夫于1923年命名。

## 种
直翅目物种档案（Orthoptera Species File）列出了以下种：
1. Patanga apicerca Huang, 1982 - 中国
2. Patanga avis Rehn & Rehn, 1941 - 菲律宾
3. Patanga humilis Bi, 1986 - 西藏
4. 日本黄脊蝗 Patanga japonica (Bolívar, 1898) - 印度、越南、朝鲜半岛、日本（可能不完全）
5. Patanga luteicornis (Serville, 1838) - 爪哇
6. 印度黄脊蝗 Patanga succincta (Johannson, 1763) - 印度、东南亚、日本